# Stratifié décoratif haute pression
Un stratifié décoratif haute pression (en anglais high pressure decorative laminate, HPL ou HPDL) est un stratifié utilisé principalement comme matériau de revêtement de meubles ou comme lambris. Ce matériau est également utilisé pour la fabrication de mobilier urbain durable. Les HPL sont constitués de stratifiés moulés et durcis à des pressions non inférieures à 70 kg/cm2 et plus communément de 80 à 140 kg/cm2.

## Typologie selon l'épaisseur

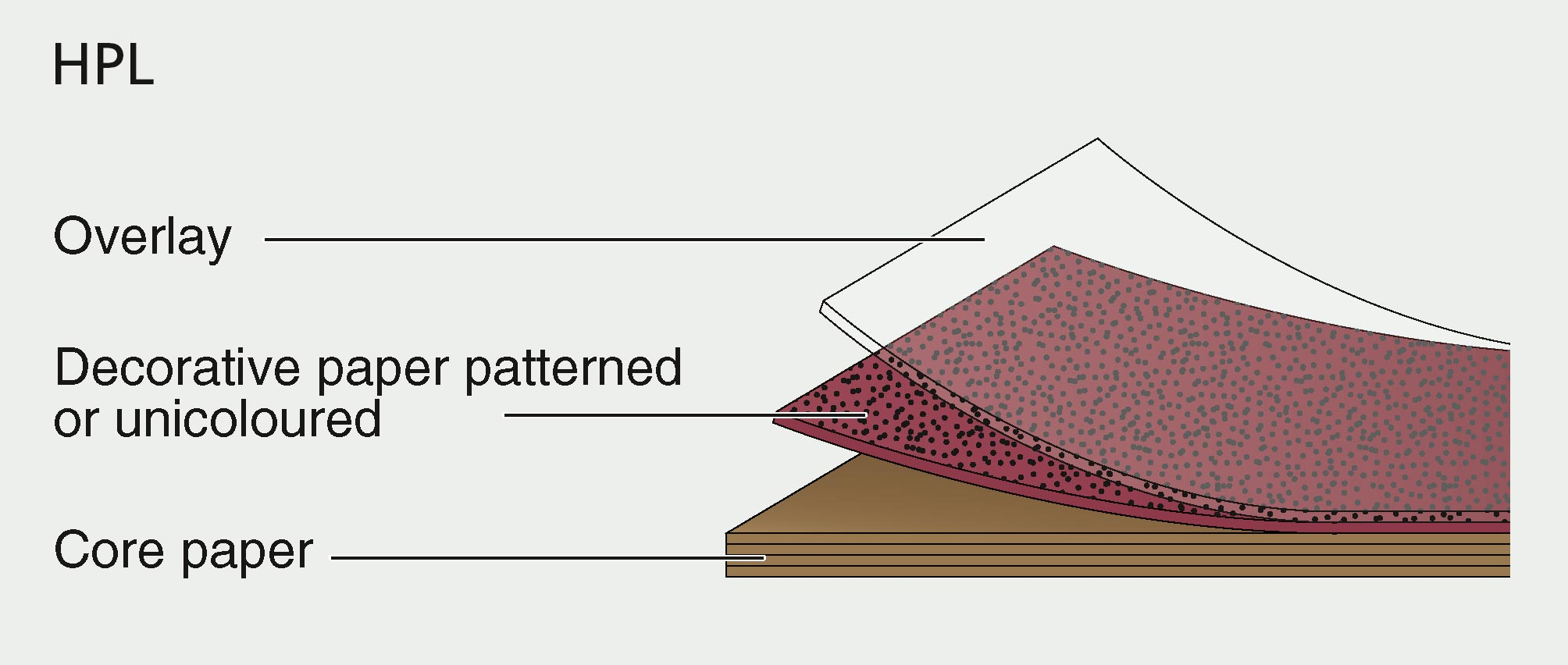
HPL mince

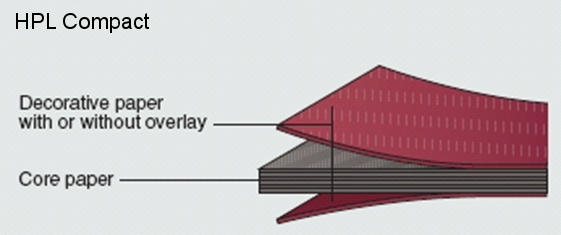
HPL épais (compact)

Selon leur épaisseur, les HLP peuvent être classés en deux familles :
- les HLP d'épaisseur inférieure à 2 mm destinés à être collés sur des supports sont utilisés pour différentes applications de revêtement[2],[3] ;
- les HPL d'épaisseur égale ou supérieure à 2 mm, nommés compacts, s’emploient tel-quel pour différentes applications[4],[5],[6].

## Typologie selon les caractéristiques opérationnelles
Selon leurs caractéristiques opérationnelles, les HPL d'épaisseur inférieure à 2 mm sont regroupés en trois classes :
- Type S (standard, peut ne pas être indiqué, par défaut) - Les propriétés caractéristiques de cette qualité sont les surfaces dures, pratiquement résistantes à l'abrasion et la rayure, une résistance élevée aux chocs, une insensibilité à l'immersion dans l'eau bouillante et à un certain nombre de produits chimiques ménagers typiques, ainsi qu'une résistance prononcée aux chaleurs sèches et humides. La face arrière du HPL est conçue pour permettre une liaison sans défaut avec un substrat tel que le panneau de fibres à densité moyenne (MDF).
- Type P (post-formable) - Les propriétés de ce grade sont généralement équivalentes à celles du type S, mais peuvent être post-formées dans des conditions de température fixes conformément aux spécifications du fabricant.
- Type F (à réaction au feu améliorée) - Les propriétés de cette qualité sont généralement équivalentes à celles du type S, mais présentent une résistance accrue au feu.

Ces HLP peuvent être aussi divisés en ceux destinés à une application verticale (Type V) ou horizontale (Type H) et en ceux utilisés pour des usages généraux (Type G) ou sévères (Type D).
Les HPL d'épaisseur égale ou supérieure à 2 mm (compacts) sont regroupés selon les types S et F ainsi que G et D. Ces HLP peuvent être aussi divisés en ceux destinés à un usage intérieur (Type C) ou extérieur (Type E).

## Composition
Le HPL est constitué de couches de cellulose imprégnées de résines thermodurcissables, qui sont consolidées à la chaleur et à haute pression. Les différentes couches sont décrites ci-dessous :
- 1- papier de surface de protection servant à améliorer la résistance à l'abrasion, aux rayures et à la chaleur ;
- 2- papier décoratif, qui définit le dessin et qui est composé de papier coloré ou imprimé ;
- 3- empilage de papiers kraft utilisés comme matériau de base et définit l'épaisseur du produit.

Dans le cas des HLP d'épaisseur égale ou supérieure à 2 mm (compacts), après les couches 3, une seconde couche 2 puis une seconde couche 1 sont ajoutées. 
Le HPL est composé de plus de 60 à 70% de papier, les 30 à 40% restants étant une combinaison de résine phénol-formaldéhyde pour les couches centrales et de résine mélamine-formaldéhyde pour la couche de surface. Les deux résines appartiennent à une classe de résines thermodurcissables qui réticulent pendant le cycle de pressage - chauffage en créant des liaisons chimiques irréversibles qui produisent un matériau stable et non réactif ayant des caractéristiques différentes et supérieures à celles des composants.

## Fabrication
Une fois les papiers imprégnés avec les résines, les différentes couches de papier / résine sont placées dans une presse qui applique simultanément de la chaleur (au moins 120 °C) et de la pression (au moins 5 MPa). L’opération de pressage permet aux résines de s’écouler dans le papier, puis de réticuler pour donner une feuille consolidée dense. Pendant le cycle de pressage, la surface décorative peut également être durcie lorsqu'elle est en contact avec une surface texturée pour créer l'une des nombreuses finitions de surface. Le HPL peut être produit en utilisant des procédés de fabrication continus et discontinus. 

## Normes
Il existe diverses normes industrielles spécifiquement appliquées aux HPL. Elles incluent les neuf parties du groupe de normes européennes EN 438 et les huit parties du groupe de normes internationales ISO 4586.

## Propriétés
Les HPL sont fournis sous forme de feuilles dans différentes tailles, épaisseurs et finitions de surface. La masse volumique des HLP est au moins égale à 1,35 g/cm3. Les HLP sont homogènes et non poreux.

### Propriétés antibactériennes
Les propriétés antibactériennes sont importantes pour les HPL car ces stratifiés sont utilisés comme plans de travail de cuisine et comme surface d'armoires et de tables pouvant être en contact prolongé avec des matériaux alimentaires et de jeunes enfants. Les propriétés antibactériennes sont là pour assurer que la croissance bactérienne soit minimale.
L'une des normes anti-bactériennes est l'ISO 22196 qui est basée sur la norme JIS (Japanese Industrial Standards), code Z2801. Il s’agit de l’une des normes les plus souvent citées dans l’industrie en ce qui concerne les tests sur les activités microbiennes (en particulier les bactéries). Dans la norme JIS Z2801, deux espèces de bactéries sont utilisées comme références, à savoir E. Coli et Staphylococcus aureus. Certaines entreprises peuvent avoir l’initiative de tester plus que ces deux bactéries et peuvent également remplacer la Staphylococcus aureus par la SARM, la version de la même bactérie résistante à la méthicilline.
Différents pays peuvent choisir de spécifier différents types de microbes à tester, en particulier s'ils ont identifié des groupes de bactéries qui sont plus à risques dans leur pays pour des raisons spécifiques.

### Propriétés anti-moisissures
La norme anti-moisissure courante est la norme ASTM G21-15.

### Résistant au feu
Il existe de nombreuses normes en ce qui concerne les propriétés ignifuges des HPL. Par exemple, de nombreux pays du Commonwealth peuvent être à l'aise avec les normes britanniques BS 476, en particulier les parties 6 et 7.

### Autres propriétés
La liste des tests applicables aux HPL ne sera jamais exhaustive. Au fur et à mesure que la technologie s'améliorera, il y aura beaucoup plus de tests pour garantir la sécurité des produits lors de l'utilisation par le consommateur final, par exemple, des tests sur le transfert des substances de surface aux produits alimentaires s'ils sont préparés sur les HPL comme c'est le cas des plans de travail de cuisine. Les tests de base seront également diversifiés en fonction des exigences et des normes spécifiques adoptées par les différents pays.

## Certificats "verts"
Deux des certificats «verts» reconnus internationalement pour les HPL sont MAS Certified Green et GREENGUARD certification. Ces marques certifient que les produits émettent peu de composés organiques volatils (COV) tels que le formaldéhyde. Les tests sont basés sur une chambre à occupation simple avec ventilation extérieure, conformément à la norme ANSI/ASHRAE 62.1-2016. GREENGUARD, en particulier, a deux considérations principales, GREENGUARD et GREENGUARD GOLD. Le GREENGUARD GOLD était auparavant connu sous le nom de GREENGUARD Children and Schools Certification, ce qui signifie que des niveaux d'émissions de produits chimiques très bas permettent de garantir la sécurité des jeunes enfants et de l'environnement scolaire.
Il existe également de nombreuses autres certifications "vertes", dont certaines sont requises par les autorités avant que le produit puisse être utilisé comme matériau de construction. Il s'agit notamment du Singapore Green Label reconnu par le Global Ecolabelling Network (GEN) et tous ses pays membres.

## Produits commerciaux
Les noms commerciaux incluent Formica, Arborite, Micarta, Consoweld, Alpikord, Virgo Laminates et Duropal. Les fabricants incluent Greenlam, New Mika, Samrat, Resopal, Polyrey, Abet Laminati, Dekodur Laminating Technologie, Violam, Maica, Wilsonart.

## Applications
Les HPL sont généralement utilisés pour les dessus de meubles, en particulier sur les surfaces planes, y compris les armoires et les tables. Les HPL sont parfois utilisés dans la construction des tables de laboratoire et des plans de travail de cuisine. Certains nouveaux modèles d'utilisation incluent des panneaux muraux avec des conceptions conceptuelles et des impressions personnalisées. Les HPL peuvent également servir à réaliser du mobilier urbain tel que des poubelles de rues, des aires de jeux ou encore des bancs publics. 